# Padre
Padre (Originaltitel: The Padre) ist ein kanadisches Filmdrama des Regisseurs Jonathan Sobol, der seine Premiere am 28. September 2018 in den USA hatte, die deutsche DVD-Premiere war am 1. November 2018. Die Hauptrollen spielen Tim Roth, Nick Nolte und Luis Guzmán.

## Handlung
Ein kleiner Betrüger gibt sich auf der Flucht vor seinen hartnäckigen Verfolgern, dem pensionierten US-Marshal Nemes und dem örtlichen Polizisten Gaspar, in einem kleinen kolumbianischen Dorf als Pastor aus. Als er während eines Betruges erwischt wird, flieht er mit einem gestohlenen Auto und ahnt nicht, dass sich ein 16-jähriges Mädchen, Lena, auf dem Rücksitz befindet. Die beiden planen ihren bisher größten Raubüberfall – im Wissen, dass die Gefahren der Zusammenarbeit untereinander und des sich nähernden Gesetzes sie einholen können.

## Besetzung und Synchronisation
Die deutschsprachige Synchronisation entstand im Auftrag der SDI Media Germany in München.
| Darsteller  | Rolle  | Deutscher Synchronsprecher |
| ----------- | ------ | -------------------------- |
| Tim Roth    | Padre  | Wolfgang Müller            |
| Nick Nolte  | Nemes  | Tommi Piper                |
| Luis Guzmán | Gaspar | Gudo Hoegel                |

## Produktion
Die Aufnahmen begannen im März 2017 in Bogotá, Kolumbien. Im November 2017 wurde bestätigt, dass Nolte alle seine Szenen abgeschlossen hat.

## Auszeichnungen
Der Film erhielt drei Nominierungen bei den Canadian Screen Awards 2019: Paul Sarossy für die beste Kamera, Iñigo Navarro für das beste Szenenbild und Valeria Henríquez als beste Hauptdarstellerin.